# Потапова Майя Марківна
Майя Марківна Потапова (рос. Потапова, Майя Марковна) (24 грудня 1923, Москва — 22 листопада 2007, Київ) — радянський і український культуролог, бібліофіл, завідувачка відділу мистецтв Київської публічної бібліотеки ім. Лесі Українки (1977-2005). Засновник першого в Україні Клубу любителів літератури і мистецтва «Екслібрис» і його незмінний керівник, власниця колекції понад 10 тисяч екслібрисів (з них 100 виконані художниками особисто для неї). Вона, як описав Я. Бердичевський: «настільки віддана безкорисливо Книзі і Екслібрису, настільки ж і постійно „сеящая розумное, доброе, вечное“».

## Біографія
Майя Марківна Гальперіна народилася в Москві в 1923 році в родині художника Марка Гальперіна, мати була бібліотекарем. Батьки були родом з Варшави і в 1922 році приїхали в СРСР. Коли Майї було 14 років (у 1937 році) батька заарештували. Рішенням «трійки» засудили на 10 років без права листування». Менше ніж через місяць його розстріляли (але Майя дізналася про це набагато пізніше). У день розстрілу батька була арештована і заслана на заслання в Комі АРСР і її мама, як дружина «ворога народу». Залишившись без батьків Майю і її сестру Юну відправили у дитячі будинки (різні). Майя потрапила в переобладнану під дитбудинок в'язницю в місті Семенові (Горьковська область). У 1939 році Майю виселили з дитячого будинку.
Намагалася піти добровольцем на фронт, але її не взяли. Під час війни працювала вчителькою в селі. В голодному 1943 році отримала посилку від матері. Стала писати листи, щоб домогтися справедливості: Крупській, Берії, і навіть Сталіну. Від секретаріату Сталіна прийшла відповідь, що справу перевіряли і вироки її батьку (який вже був розстріляний, але родина про це не знала) і матері був винесений вірно.
Після шести років заслання у заполяр'ї, в 1943 році, мати звільнили із-за проблем зі здоров'ям. А після справу закрили «за відсутністю складу злочину», маму виправдали. Батька теж виправдали — посмертно. Переїхали в Новошахтинськ. Після цього Майя працювала диктором і редактором радіомовлення в місті Лудза (Латвія).
Згодом Майя Марківна організувала самодіяльний театр, брала участь у відбудові Донбасу, працювала в м. Шахти. Потім закінчила інститут і влаштувалася працювати вчителькою в школі.
З майбутнім чоловіком, братом іншої вчительки, Галини Потапової, Майя познайомилася по листуванню. Листувалися два роки, потім зустрілися і одружилися. Чоловік — Олексій Потапов, артилерист, інвалід війни, що переніс 19 щелепних операцій на той час був студентом педінституту. Після одруження молода сім'я оселилася в Києві в бараці на на розі бульвара Шевченка та вулиці Чкалова. Тут народилися двоє дітей. Тим часом Майя закінчила Харківський бібліотечний інститут. Згодом родина переїхала на Корчувате, Майя отримала роботу в бібліотеці ім. М. Вовчок. Тут у 1963 році вона створила клуб «Екслібрис».
У 1977 році Майя Марківна була призначена завідувачкою відділу мистецтв, створеного в бібліотеці ім. Лесі Українки (вул. Юрія Коцюбинського, 4). Разом з нею клуб «Екслібрис» переїхав у нове приміщення. Все життя Майя Марківна присвятила клубу і роботі в бібліотеці.
Неодноразово виступала на телебаченні та радіо, зокрема 18 грудня 2003 року взяла участь у передачі, присвяченій 30-річчю першого київського КСП. 27 листопада 2004 року взяла участь у радіопередачі «РадіоРОКС „Україна“», вед. В. Труфанова.
22 листопада 2007 року Майя Потапова пішла з життя. Перед смертю тяжко хворіла більше двох років. Поховали на Лісовому кладовищі. Похорон відбувся 24 листопада і на ньому були присутні більше ста чоловік. В газеті Конгресу літераторів «Література і життя» № 4 вийшов некролог.

## Клуб «Екслібрис»
Історія клубу бере витоки з далеких 1950-х, коли в бібліотеці № 2 Сталінського району Майя Марківна почала влаштовувати зустрічі з художниками і письменниками. Будівлю було знесено, а бібліотеку, яка носила ім'я Ленінського Комсомолу перевели в Святошино. Біля витоків клубу були Самуїл Каплан і Яків Бердичевський. Згодом зустрічі проводилися в бібліотеці імені Кірова на Сталінці. Потім Майя Марківна перейшла в бібліотеку імені Марко Вовчок на Корчуватому. Тут зустрічі продовжилися, а заодно і клуб отримав свою назву — «Екслібрис». Перша емблема клубу була зроблена художником Володимиром Іллічем Масіком. Офіційна дата заснування клубу — 9 листопада 1963 року.
В роки так званої "відлиги" з'являлося чимало подібних громадських спілок, зокрема відомий Клуб творчої молоді, клуби співаної поезії. Вони перебували під пильним наглядом партійно-комсомольських чиновників та "Конторы глубокого бурения", час від часу зазнаючи репресій за антирадянські дисидентство, націоналізм і недостатню відданість радянській офіційній ідеології.
Тут проходили вечори зустрічей з творчою інтелігенцією: поетами, письменниками, артистами театру, філармонії, бардами, художниками. Приміром, тут була перша виставка Матвія Вайсберга. Серед тих, хто брав участь у клубі були: І. Ченцов, Д. Кімельфельд, В. Сергєєв, С. Каплан, В. Каденко, А. Лемиш, С. Кац, Н. Редкіна, А. Голубицький, Л. Духовний, Б. Шлеймович, Л. Храпун, Л. Гельфанд... В Корчуватому клуб проіснував протягом 14 років.
У 1977 році, коли Майї Марківні запропонували організувати Бібліотеку мистецтв, вона погодилася за умови забрати туди клуб, що і сталося. При переході, з дозволу керівництва, вона взяла в нову бібліотеку близько 3500 книг з мистецтва та серію «Бібліотека всесвітньої літератури». У 1980-му році в клубі виступав Веніамін Смєхов. Зустрічі клубу супроводжувалися виставками книг.
Станом на 2000 рік в клубі було проведено понад 850 зустрічей. В архіві клубу, серед іншого, є 870 реєстраційних списків з підписами всіх тих, хто був присутній на кожній із зустрічей...
31 травня 2001 року в Інституті юдаїки пройшла виставка «Екслібриси». Єврейська тема в екслібрисі (З колекції Майї Марківни Потапової).
Історія клубу збереглася в сорока альбомах.

## Спогади
Інна Труфанова: 
Її невгамовна енергія завжди заводить. Поруч з нею вирує життя. Я приходжу в бібліотеку часто не стільки за матеріалом, скільки просто поспілкуватися з ММ, зарядитися її енергією. Сьогодні був момент: - Не вилазь на драбину - впадеш! - вона вигукує категорично, і через кілька секунд, сама вже під стелею, дістає з верхньої полиці стелажа потрібну мені книгу ... І це в 80 років! ..

Анатолій Лемиш: 
Листопадовий вечір в його біографії став 850-м. І всі ці роки на чолі клубу стояла Майя Марківна Потапова, яка, власне, з повним правом може сказати: «"Екслібрис" - це я!». На зустрічах з поетами і співаками, художниками і артистами побували тисячі шанувальників їхніх талантів. На полицях клубу зберігаються сотні альбомів з фотографіями, віршами і присвятами, залишеними в «Екслібрисі» його відвідувачами.
Дмитро Кімельфельд: 
З ЖЕКу клуб пісні витурили швидко — ми дійсно сильно шуміли. Прихистила нас бібліотека мистецтв ім. Марко Вовчок, розташована далеко на околиці. Її керівник Майя Марківна Потапова стала нашим добрим ангелом-хранителем. Вона зуміла нашу недолугу завзятість направити в більш спокійні і розумні рамки, але приручити так і не змогла. Часто наші вечори затягувалися за північ, ми розстеляли спальні мішки і ганяли чаї до ранку. В ті часи авторську пісню і близько не підпускали до радіо і телебаченню, а в Україні - і поготів.
Михайло Кальницький:

Особливе місце в історії клубу «Екслібріс» посідали його вернісажі. Тут часто виставлялися майстри, чиї імена широко відомі: Тетяна Яблонська та Семен Каплан, Георгій Малаков та Борис Лекар, Валерій Акопов та Василь Лопата, Ада Рибачук та Володимир Мельниченко… Але в бібліотеці Майї Марківни проходили й експозиції молодих художників, яким ще довго довелося б чекати офіційних виставкових залів. Взагалі молодь – особливо студенти творчих вузів – давно освоїла дорогу до Бібліотеки мистецтв Шевченківського району...

## Сім'я
- Батько — Марк Йосипович Гальперін, художник-макетчик (1897 — розстріляний 10 вересня 1937 р.).
- Мати — Ревека (Регіна) Львівна Лебенсольд-Гальперіна (1897-1978), педагог дошкільного виховання, бібліотекар.
- Сестра — Юна Марківна Потапова (19 березня 1931 р.).
- Чоловік — Олексій Федорович Потапов (1924-1986), артилерист, інвалід війни.
- Сини:
  - Олександр Олексійович Потапов (1948-2003)[1].
  - Анатолій Олексійович Потапов (1951 р.р.), програміст, начальник управління комп'ютерного забезпечення страхової компанії «ГАРАНТ—АВТО».
    - Дружина Анатолія Олексійовича — Лідія Миколаївна Потапова (1951 р.р.), програміст, заступник начальника відділу Київського обласного центру зайнятості.

## Цікаві факти
- Майя Потапова була лівша[1].

## Пам'ять
- 23 грудня 2007 року у Відділі мистецтв Публічної бібліотеки ім. Лесі Українки пройшов вечір пам'яті Майї Потапової[3].
- У 2008 році видана книга "Дорогий мій «Екслібрис» (відповідальна за випуск Л. Н. Потапова), присвячена більш ніж 40-річній діяльності київського клубу любителів літератури і мистецтва «Екслібрис». У грудні 2008 року у Відділі мистецтв Публічної бібліотеки ім. Лесі Українки відбулася презентація книги.
- 18 грудня 2010 року в Гріновській вітальні (дитяча бібліотека № 15) пройшов вечір пам'яті Майї Потапової і презентація книги "Дорогий мій «Екслібрис»[17].
- 24 грудня 2011 року в Гріновській вітальні (дитяча бібліотека № 15) пройшов творчий вечір приурочений до дня народження засновника і беззмінного керівника «Екслібриса» Майї Марківни Потапової[18].
- 22 грудня 2013 року у Відділі мистецтв Публічної бібліотеки ім. Лесі Українки відбувся вечір на честь 50-річчя клубу любителів літератури і мистецтва «Екслібрис».